# Polydrusus impressifrons
Espèce
Originaire de l'Europe et introduit aux États-Unis, le charançon vert pâle (Polydrusus impressifrons) est une espèce d'insectes coléoptères de la famille des Curculionidae. Il peut atteindre plus de 5 mm de long.

## Description
Sa livrée est vert pâle métallique et un peu luisant.
Sa tête est allongée, et assez évasée à hauteur des yeux.
Ceux-ci sont noirs, plutôt réduits et quelque peu saillants.
Ses antennes à apex en petite massue comptent 11 articles.
Les 1er et 2e articles sont plus longs, les autres irréguliers.
Son pronotum est large, cylindrique et plus court que la tête. Il est séparé de l'abdomen par une mince bande noire. Ses élytres fermés forment une longue ogive étroite. Ils sont ornés de minces bandes longitudinales, la partie postérieure parfois noirâtre.

## Cycle
Sa larve mature passe l’hiver en se réfugiant dans le sol, et à proximité des plantes hôtes. L’adulte émerge dès le mois de mai pour chercher de la nourriture.

## Alimentation
Le Charançon vert pâle adulte se nourrit des feuilles du framboisier, du cerisier, du pêcher, du pommier, du poirier et du prunier, également du bouleau, du chêne, du peuplier, du saule et du tilleul. En broyant le limbe des feuilles, il confère à celles-ci une apparence délabrée.
La larve se nourrit des racines de plantes annuelles, et de certains arbres, incluant le cerisier et le poirier.

## Confusion
Polydrusus sericeus (français : charançon vert soyeux) lui ressemble, mais ses yeux sont plus larges, et l'écart entre eux plus réduit. Ses élytres présentent des stries plus fines et plus serrées.